# Grande Prêmio dos Estados Unidos de 1973
Resultados do Grande Prêmio dos Estados Unidos de Fórmula 1 realizado em Watkins Glen em 7 de outubro de 1973. Décima quinta e última etapa do campeonato, na véspera da corrida, um brutal acidente matou François Cevert e em respeito à sua memória, a Tyrrell-Ford não participou da corrida. No dia seguinte a vitória coube ao sueco Ronnie Peterson, da Lotus-Ford, com James Hunt em segundo pela Hesketh-Ford e Carlos Reutemann em terceiro pela Brabham-Ford.

## Resumo

### François Cevert (1944-1973)
Durante o treino oficial para a formação do grid de largada para o Grande Prêmio dos Estados Unidos, François Cevert percorria um trecho sinuoso da pista de Watkins Glen onde as curvas assumiam a forma de "esses" e justamente ali seu carro saiu do traçado e bateu a aproximadamente 240km/h numa parte do guard-rail onde haviam apenas duas lâminas de proteção num ângulo e sob uma velocidade que decapitou o piloto francês e retorceu sua Tyrrell. Em desespero, seus colegas de profissão interromperam as atividades e correram para o local da tragédia. O brasileiro José Carlos Pace vinha atrás de Cevert e ao descer do carro viu um corpo destroçado e nada pôde fazer além de chorar. Tão brutal foi a cena que os funcionários do circuito cobriram François Cevert com uma lona. Consternado pela tragédia, o tricampeão mundial Jackie Stewart lamentou o ocorrido e Ken Tyrrell decidiu retirar sua equipe da competição.

### Lotus campeã
Graças à vitória de Ronnie Peterson, a Lotus conquistou o sexto mundial de construtores em sua história.

## Classificação da prova
| Pos. | Nº | Piloto               | Construtor        | voltas | Tempo/Diferença            | Grid | Pontos |
| ---- | -- | -------------------- | ----------------- | ------ | -------------------------- | ---- | ------ |
| 1    | 2  | Ronnie Peterson      | Lotus-Ford        | 59     | 1:41:15.779                | 1    | 9      |
| 2    | 27 | James Hunt           | Hesketh-Ford      | 59     | + 0.668                    | 4    | 6      |
| 3    | 10 | Carlos Reutemann     | Brabham-Ford      | 59     | + 22.93                    | 2    | 4      |
| 4    | 7  | Denny Hulme          | McLaren-Ford      | 59     | + 50.226                   | 8    | 3      |
| 5    | 8  | Peter Revson         | McLaren-Ford      | 59     | + 1:20.367                 | 7    | 2      |
| 6    | 1  | Emerson Fittipaldi   | Lotus-Ford        | 59     | + 1:47.945                 | 3    | 1      |
| 7    | 26 | Jacky Ickx           | Iso Marlboro-Ford | 58     | + 1 volta                  | 23   |        |
| 8    | 19 | Clay Regazzoni       | BRM               | 58     | + 1 volta                  | 15   |        |
| 9    | 20 | Jean-Pierre Beltoise | BRM               | 58     | + 1 volta                  | 14   |        |
| 10   | 15 | Mike Beuttler        | March-Ford        | 58     | + 1 volta                  | 26   |        |
| 11   | 18 | Jean-Pierre Jarier   | March-Ford        | 57     | Acidente                   | 17   |        |
| 12   | 25 | Howden Ganley        | Iso Marlboro-Ford | 57     | + 2 voltas                 | 19   |        |
| 13   | 12 | Graham Hill          | Shadow-Ford       | 57     | + 2 voltas                 | 18   |        |
| 14   | 16 | George Follmer       | Shadow-Ford       | 57     | + 2 voltas                 | 20   |        |
| 15   | 17 | Jackie Oliver        | Shadow-Ford       | 55     | + 4 voltas                 | 22   |        |
| 16   | 4  | Arturo Merzario      | Ferrari           | 55     | + 4 voltas                 | 11   |        |
| NC   | 11 | Wilson Fittipaldi    | Brabham-Ford      | 52     | Não classificado           | 25   |        |
| Ret  | 0  | Jody Scheckter       | McLaren-Ford      | 39     | Suspensão                  | 10   |        |
| Ret  | 30 | Jochen Mass          | Surtees-Ford      | 35     | Motor                      | 16   |        |
| Ret  | 21 | Niki Lauda           | BRM               | 35     | Bomba de combustível       | 21   |        |
| Ret  | 23 | Mike Hailwood        | Surtees-Ford      | 34     | Suspensão                  | 6    |        |
| Ret  | 24 | José Carlos Pace     | Surtees-Ford      | 32     | Suspensão                  | 9    |        |
| Ret  | 9  | John Watson          | Brabham-Ford      | 7      | Motor                      | 24   |        |
| DSQ  | 31 | Brian Redman         | Shadow-Ford       | 5      | Desclassificado            | 13   |        |
| Ret  | 28 | Rikky von Opel       | Ensign-Ford       | 0      | Falha mecânica             | 27   |        |
| WD   | 5  | Jackie Stewart       | Tyrrell-Ford      | 0      | Retirou-se por luto        | 5    |        |
| WD   | 29 | Chris Amon           | Tyrrell-Ford      | 0      | Retirou-se por luto        | 12   |        |
| FAT  | 6  | François Cevert      | Tyrrell-Ford      |        | Acidente fatal nos treinos |      |        |

## Tabela do campeonato após a corrida
|        | Pos. | Piloto             | Pontos |
| ------ | ---- | ------------------ | ------ |
|        | 1    | Jackie Stewart     | 71     |
|        | 2    | Emerson Fittipaldi | 55     |
| 1      | 3    | Ronnie Peterson    | 52     |
| 1      | 4    | François Cevert    | 47     |
|        | 5    | Peter Revson       | 38     |
| Fonte: |      |                    |        |

|        | Pos. | Construtor   | Pontos  |
| ------ | ---- | ------------ | ------- |
|        | 1    | Lotus-Ford   | 92 (96) |
|        | 2    | Tyrrell-Ford | 82 (86) |
|        | 3    | McLaren-Ford | 58      |
|        | 4    | Brabham-Ford | 22      |
| 3      | 5    | March-Ford   | 14      |
| Fonte: |      |              |         |

- Nota: Somente as primeiras cinco posições estão listadas e os campeões da temporada surgem destacados em negrito. Em 1973 os pilotos computariam sete resultados nas oito primeiras corridas do ano e seis nas últimas sete. Neste ponto esclarecemos: na tabela dos construtores figurava somente o melhor colocado dentre os carros do mesmo time.